# Mitropapokal 1965
Der Mitropapokal 1965 war die 25. Auflage des Fußballwettbewerbs. Vasas SC gewann das Finale gegen AC Florenz.

## Vorrunde
|             | Gesamt |          | Hinspiel | Rückspiel |
| ----------- | ------ | -------- | -------- | --------- |
| FK Sarajevo | 1:4    | Vasas SC | 1:2      | 0:2       |

## Halbfinale
Die Spiele fanden am 23. Juni 1965 in Wien statt.
|            | Ergebnis |                 |
| ---------- | -------- | --------------- |
| Vasas SC   | 5:4      | Sparta ČKD Prag |
| Rapid Wien | 0:3      | AC Florenz      |

## Spiel um Platz 3
Das Spiel fand am 26. Juni 1965 in Wien statt.
|            | Ergebnis |                 |
| ---------- | -------- | --------------- |
| Rapid Wien | 0:2      | Sparta ČKD Prag |

## Finale
Das Spiel fand am 26. Juni 1965 in Wien statt.
|          | Ergebnis |            |
| -------- | -------- | ---------- |
| Vasas SC | 1:0      | AC Florenz |